# Maximilian Singer
Maximilian Singer (* 1857 in Kunzendorf; † 1928 in Prag oder nach 1936) war ein österreichischer Schriftsteller von botanischen Sachbüchern und spätromantischen Dramen.
Max Singer war der Sohn eines Beamten. Er studierte ab 1875 in Wien kurz klassische Philologie, ehe er sich auf Naturwissenschaften und Mathematik verlegte. Sein prägender Lehrer war Julius Wiesner. 1879 bestand er die Lehramtsprüfung für Biologie. 1883 wurde er zu einem botanischen Thema promoviert. Seine Lehrerstationen waren ab 1890 die Staatsoberrealschule Wien II, ab 1895 die Realschule Elbogen und ab 1898 das Staatsgymnasium Königliche Weinberge.
Singers Dramen wurden u. a. von Oscar Nathan Strauss vertont. zur Oper Es war einmal … schrieb er nach einer Vorlage von Holger Drachmann in der Übersetzung von Marie von Borch das Libretto.